# Bicknell (Utah)
Bicknell és una població dels Estats Units a l'estat de Utah. Segons el cens del 2000 tenia 353 habitants.

## Demografia
Segons el cens del 2000, Bicknell tenia 353 habitants, 126 habitatges, i 95 famílies. La densitat de població era de 290 habitants per km².
Dels 126 habitatges en un 38,1% hi vivien nens de menys de 18 anys, en un 62,7% hi vivien parelles casades, en un 8,7% dones solteres, i en un 24,6% no eren unitats familiars. En el 21,4% dels habitatges hi vivien persones soles el 10,3% de les quals corresponia a persones de 65 anys o més que vivien soles. El nombre mitjà de persones vivint en cada habitatge era de 2,8 i el nombre mitjà de persones que vivien en cada família era de 3,23.
Per edats la població es repartia de la següent manera: un 32,9% tenia menys de 18 anys, un 9,3% entre 18 i 24, un 22,9% entre 25 i 44, un 17,6% de 45 a 60 i un 17,3% 65 anys o més.
L'edat mediana era de 30 anys. Per cada 100 dones de 18 o més anys hi havia 97,5 homes.
La renda mediana per habitatge era de 32.750 $ i la renda mediana per família de 34.500 $. Els homes tenien una renda mediana de 29.750 $ mentre que les dones 20.750 $. La renda per capita de la població era de 13.457 $. Entorn del 12,5% de les famílies i l'11,7% de la població estaven per davall del llindar de pobresa.

## Poblacions més properes
El següent diagrama mostra les poblacions més properes.